# Ricardo Merlos
Ricardo Merlos, född 25 september 1983, är en salvadoransk bågskytt. Han deltog vid olympiska sommarspelen 2004.